# Makejew (Ort)
Makejew (russisch Макеев) ist ein Weiler (chutor) in der Oblast Kursk in Russland. Es gehört zum Rajon Konyschowka und zur Landgemeinde (selskoje posselenije) Malogorodkowski selsowjet.

## Geographie
Der Ort liegt gut 52 km Luftlinie nordwestlich des Oblastverwaltungszentrums Kursk im südwestlichen Teil der Mittelrussischen Platte, 13 km nordöstlich des Rajonverwaltungszentrums Konyschowka, 5 km vom Sitz des Dorfsowjet – Maloje Gorodkowo, 73 km von der Grenze zwischen Russland und der Ukraine, am Fluss Wablja (Nebenfluss des Prutischtsche im Becken des Seim).

### Klima
Das Klima im Ort ist wie im Rest des Rajons kalt und gemäßigt. Es gibt während des Jahres eine erhebliche Niederschlagsmenge. Dfb lautet die Klassifikation des Klimas nach Köppen und Geiger.

## Bevölkerungsentwicklung
| Jahr | Einwohner |
| ---- | --------- |
| 2002 | 13        |
| 2010 | 4         |

Anmerkung: Volkszählungsdaten

## Verkehr
Makejew liegt 68 km von der Fernstraße föderaler Bedeutung M3 „Ukraina“ (Moskau – Kaluga – Brjansk – Grenze zur Ukraine), 32,5 km von der Straße M2 „Krim“ (Moskau – A142/Trosna – Grenze zur Ukraine), 42 km von der Straße A 142 (Trosna – M3 Ukraina), 22 km von der Straße regionaler Bedeutung 38K-038 (Fatesch – Dmitrijew), 9 km von der Straße 38K-005 (Konyschowka – Schigajewo – 38K-038), 26,5 km von der Straße 38K-017 (Kursk – Lgow – Rylsk – Grenze zur Ukraine), 2,5 km von der Straße interkommunaler Bedeutung 38N-136 (38K-005 – Maloje Gorodkowo – Bolschoje Gorodkowo), 1 km von der Straße 38N-138 (38N-136 – Oserowka – Jurjewka – Pawlowka) und 11 km von der nächsten Eisenbahnhaltestelle 552 km (Eisenbahnstrecke Nawlja – Lgow-Kijewskij) entfernt.
Der Ort liegt 156 km vom internationalen Flughafen von Belgorod entfernt.